# FC Pune City
Der Football Club of Pune City war ein indisches Fußball-Franchise aus Pune, Maharashtra. Die Mannschaft spielte zuletzt in der Indian Super League, einer der beiden höchsten Ligen des Landes.

## Geschichte

### Gründung
Anfang 2014 gab die All India Football Federation bekannt, in Zusammenarbeit mit den Unternehmen IMG und Reliance Industries eine neue Fußballliga zu gründen. Dafür suchten sie Investoren für Fußballfranchises in acht verschiedenen Städten Indiens.
Am 13. April 2014 wurde bekannt, dass der Schauspieler Salman Khan und die Wadhawan Group den Zuschlag für ein Franchise in der Stadt Pune bekommen haben.

### Auflösung
Der Verein wurde 2019 aufgrund finanzieller und technischer Schwierigkeiten aufgelöst.

## Stadion
- Shree Shiv Chhatrapati Sports Complex; Pune (2014–2019)

Das Stadion befindet sich im Vorort Balewadi, nordwestlich von Pune. Der Complex besteht aus mehreren Stadien bzw. Rasenplätzen und Hallen, für unterschiedliche Sportarten. Die Heimspiele vom FC Pune City wurden in dem 22.000 Zuschauer fassenden Hauptstadion ausgetragen. Der Complex wird von dem indischen Nationalen Olympischen Komitee betrieben und ist Eigentum des Staates.
Hier wurden auch die Heimspiele des I-League Klubs Pune FC ausgetragen.

## Eigentümer
Das Franchise gehörte zu größten Teilen der Wadhawan Group, eine Investorengesellschaft um den Schauspieler Salman Khan. Des Weiteren war der indische Schauspieler Hrithik Roshan Miteigentümer der Mannschaft. Der italienische Fußballverein AC Florenz hielt 15 % an dem FC Pune City.